# Moritz Bauer (Fußballspieler)
Moritz Bauer (* 25. Jänner 1992 in Winterthur) ist ein österreichisch-schweizerischer Fußballspieler.

## Karriere

### Verein
Bauer begann seine Karriere beim SC Veltheim. 2004 wechselte er zum Grasshopper Club Zürich. 2006 schloss er sich dem FC Winterthur an. Im September 2009 debütierte er für die U-21-Mannschaft von Winterthur in der 1. Liga, damals noch die dritthöchste Spielklasse der Schweiz.
Zur Saison 2010/11 kehrte er zum Grasshopper Club Zürich zurück, wo er sich der U-21-Mannschaft anschloss. Sein Debüt für die Profis in der Super League gab er im August 2011, als er am fünften Spieltag der Saison 2011/12 gegen den BSC Young Boys in der Startelf stand. Zu Saisonende hatte er 16 Einsätze in der höchsten Schweizer Spielklasse zu Buche stehen.
In der folgenden Saison absolvierte Bauer 13 Partien in der Super League. Auch in den folgenden Saisonen tingelte er zwischen Ersatzbank und Startelf. In der Saison 2015/16 konnte er sich schließlich durchsetzen; Bauer absolvierte 33 Ligaspiele für die Zürcher.
Zur Saison 2016/17 wechselte Bauer nach Russland zu Rubin Kasan.
Im Jänner 2018 wechselte er nach England zu Stoke City, wo er einen bis Juni 2022 gültigen Vertrag erhielt. Mit Stoke stieg er am Ende der Saison 2017/18 aus der Premier League ab. In der Saison 2018/19 kam er nur zu acht Einsätzen in der Championship.
Im August 2019 wechselte er leihweise nach Schottland zu Celtic Glasgow. Bis zum Saisonabbruch kam er zu neun Einsätzen für Celtic in der Scottish Premiership. Nach dem Ende der Leihe kehrte er zu Stoke zurück. Dort spielte er jedoch keine Rolle mehr und stand nicht ein Mal im Spieltagskader. Daraufhin kehrte er im Februar 2021 leihweise nach Russland zurück und schloss sich dem FK Ufa an. Bis zum Ende der Leihe kam er zu sieben Einsätzen für Ufa in der Premjer-Liga. Im Juli 2021 wurde er von Ufa fest unter Vertrag genommen. Bis zur Winterpause der Saison 2021/22 kam er zu neun weiteren Einsätzen für Ufa.
Im Jänner 2022 kehrte Bauer in die Schweiz zurück und wechselte zum Servette FC. Für die Genfer absolvierte er in eineinhalb Jahren 27 Partien in der Super League. Nach der Saison 2022/23 verließ er Servette.

### Nationalmannschaft
Bauer absolvierte im November 2010 gegen Rumänien eine Partie für die Schweizer U-19-Nationalmannschaft. Im Juni 2013 debütierte er gegen Schweden für die U-21-Auswahl der Schweiz.
Im August 2017 wurde Bauer erstmals in den Kader der österreichischen Nationalmannschaft berufen. Sein Debüt für das österreichische Nationalteam gab er am 5. September 2017, als er im WM-Qualifikationsspiel gegen Georgien in der Startelf stand.

## Erfolge
mit Celtic Glasgow:
- Schottischer Meister: 2020
- Schottischer Ligapokal: 2020